# Congettura
Una congettura (dal latino coniectūra, dal verbo conīcere, ossia "interpretare, dedurre, concludere") è un'affermazione o un giudizio fondato sull'intuito, ritenuto probabilmente vero, ma non ancora rigorosamente dimostrato, cioè dunque relegato solamente a rango di ipotesi.

## Uso nel mondo classico
Platone usa il termine eikasia εικὰσια, (normalmente tradotto come congettura)
Gli stoici invece sostennero che il «sapiens nihil opinari» ("sapiente deve sempre esprimersi per certezze"), non deve procedere per congetture. A questa asserzione Cicerone ribatte che «ipsum sapientem saepe aliquid opinari quod nesciat» ("è proprio del sapiente spesso fare congetture su ciò che ignora").

## La ripresa del termine
Niccolò Cusano, nel suo trattare sistematicamente della relazione tra noto e ignoto, dà particolare valore al sapere incompleto, ma spesso unico possibile e infine nobile, proprio della congettura.
Il termine fu poi sovente utilizzato da Karl Popper, nel contesto della filosofia scientifica.
In matematica il termine trova un'applicazione quantomai appropriata: una congettura matematica è infatti un enunciato formulato da uno o più matematici che lo ritenevano probabilmente vero, per il quale non è tuttora conosciuta una dimostrazione.

## Congetture famose
Prima della dimostrazione del 1995 di Andrew Wiles, una tra le più famose congetture matematiche era l'ultimo teorema di Fermat - che veniva chiamata teorema, pur non essendo dimostrata, solo per motivi storici. Nel frattempo, fu dimostrato un caso speciale della congettura di Taniyama - Shimura, anch'essa, per molto tempo, un problema aperto; recentemente questa congettura è stata completamente provata.
Tra le altre congetture famose si ricordano:
- La congettura di Goldbach
- La congettura dei numeri primi gemelli
- L'ipotesi di Riemann
- La congettura di Collatz
- P ≠ NP
- La congettura di Poincaré – adesso Teorema di Poincaré: correttamente dimostrata nel 2002 da Grigorij Jakovlevič Perel'man, vincitore di una medaglia Fields nel 2006
- La congettura abc

Il programma di Langlands è un'ampia rete di "congetture unificatrici" che collegano diversi sottocampi della matematica, per esempio la teoria dei numeri e la teoria della rappresentazione dei gruppi di Lie; alcune di queste congetture sono già state dimostrate.

## Controesempi
Diversamente dalle scienze empiriche, la matematica è basata sulle verità dimostrabili; non si può applicare la massima riguardo all'"eccezione che conferma la regola". Nonostante molte delle congetture famose siano state testate su intervalli di numeri astronomici (solitamente con l'aiuto del computer), ciò non fornisce alcuna garanzia dell'inesistenza di un controesempio, che le confuterebbe immediatamente. Per esempio, la congettura di Collatz, che riguarda le sequenza di numeri generate da un certo algoritmo, è stata verificata per tutti i numeri fino a 1.2 × 1012 (oltre un milione di milioni); tuttavia, essa mantiene ancora lo status di congettura. Stessa sorte per l'ipotesi di Riemann, per la quale sono state verificate miliardi di soluzioni, e resta comunque non provata.
Esempi di congetture testate su una grande moltitudine di numeri senza trovare controesempi e che poi si sono rivelati falsi sono la Congettura di Pólya (il cui controesempio più piccolo è dell'ordine di un miliardo) e la congettura di Eulero.

## L'uso di congetture nelle dimostrazioni condizionali
A volte una congettura viene chiamata ipotesi quando viene utilizzata frequentemente come assunzione nella dimostrazione di altri risultati. Per esempio, l'ipotesi di Riemann è una congettura della teoria dei numeri che consente (fra le altre cose) di effettuare stime molto precise sulla distribuzione dei numeri primi. Pochi teorici dei numeri mettono in dubbio la veridicità dell'ipotesi di Riemann (si dice che Atle Selberg sia scettico, e che lo sia stato anche John Edensor Littlewood). In anticipazione alla sua eventuale dimostrazione, molti matematici hanno sviluppato dimostrazioni che dipendono dalla verità di questa congettura. Esse sono chiamate dimostrazioni condizionali: le congetture assunte come vere fanno parte delle ipotesi della dimostrazione.
Queste "dimostrazioni", tuttavia, dovrebbero essere messe da parte se si scoprisse che l'ipotesi di Riemann è falsa (e discorso analogo vale per altre ipotesi meno note), per cui vi è un notevole interesse nella verifica della verità o falsità di congetture di questo tipo. Vi è qualcosa di dubbio riguardo alle dimostrazioni condizionali e a come debbano essere considerate in matematica: sono effettivamente utili? Tutto sommato esse debbono essere considerate come una delle numerose tecniche di "risoluzione" dei problemi: esse intendono «ridurre un problema a un altro che non sappiamo ancora risolvere», contrariamente all'obiettivo (certamente più proficuo e desiderabile) di ridurre un problema a un altro che è già stato risolto.

## Congetture indecidibili
Lo sviluppo della logica matematica ha permesso di individuare sistemi assiomatici formali in cui fosse possibile rappresentare i ragionamenti matematici in modo meccanico e formale. In questo modo il problema di dimostrare o confutare una congettura matematica si traduceva nel problema di stabilire se da un certo gruppo di assiomi considerati appropriati fosse possibile dedurre formalmente l'enunciato che rappresenta la congettura o la sua negazione. Tuttavia questo tipo di approccio non sempre si è rivelato adeguato. È stato infatti dimostrato che una congettura famosa della teoria degli insiemi nota come ipotesi del continuo - che tenta di accertare la cardinalità relativa di certi insiemi infiniti - è indecidibile (o indipendente) dall'insieme generalmente accettato di assiomi della teoria degli insiemi. È dunque possibile adottare questa affermazione, o la sua negazione, come un nuovo assioma in maniera consistente con gli assiomi di Zermelo-Fraenkel (così come possiamo aggiungere il postulato delle parallele di Euclide agli altri assiomi della geometria o la sua negazione ottenendo in entrambi i casi teorie coerenti).